# Tigil (plaats)
Tigil (Russisch: Тигиль) is een plaats (selo) en het bestuurlijk centrum van het gelijknamige gemeentelijke district Tigilski van de Russische kraj Kamtsjatka (tot juni 2007 tot Korjakië). De plaats ligt aan de instroom van de rivier de Dalnaja in de gelijknamige rivier de Tigil op hemelsbreed ongeveer 165 kilometer ten zuidwesten van Palana en ongeveer 525 kilometer ten noorden van Petropavlovsk-Kamtsjatski. De plaats telde 2.132 inwoners in 2002 tegen nog 3.233 in 1989.
De plaats ligt geheel geïsoleerd. Rondom de plaats bevinden zich de nu onbewoonde plaatsen Napana, Jary, Gavanka en Oest-Tigil. De plaats heeft een eigen luchthaven, die in 1995 echter werd gesloten.

## Geschiedenis

### Tigil als Kozakkenvesting
De eerste maal dat het woord Tigil gebruikt wordt is in 1697 tijdens de mars van Vladimir Atlasov van Palana naar de rivier de Tigil en vandaar naar het binnenland van Kamtsjatka. In 1716 trokken de zemleprochodtsy Kozma Sokolov en Jakov Neritsyn vanuit Ochotsk naar de monding en voeren de rivier op, die toen nog Myrymrak werd genoemd. Aan de rivier lag de versterkte nederzetting Sjipin (Russische schrijfwijze), die ergens tussen 1739 en 1744 werd opgetekend door Stepan Krasjeninnikov, die schreef dat er '2 joerten en 5 balagani' (houten hutten) stonden. Tigil werd gezien als strategisch punt voor de verdediging van Kamtsjatka tegen de inval van noordelijke volkeren en werd daarom in 1747 voorzien van een gracht en een houten omheining, waarop het 'Tigilhout' (Tigilskoj krepi) werd genoemd. Het was daarmee de eerste permanente Russische nederzetting van het latere Korjakië. In oktober van dat jaar verrees er een gebedshuis en een jaar later werd permissie verkregen voor de bouw van een kerk. Dat jaar werd er ook de eerste school geopend. Vier jaar later werd Tigil omgebouwd tot een grote ostrog (Tigilski ostrog) met een afmeting van 50 bij 25 sazjen (106,7 bij 53,3 meter), een grote gracht en op elke hoek een batterij. Er waren 2 pelotons gehuisvest en er bevonden zich een kerk, barakken, schuren, een huis voor de bevelhebber, een kruithuis, handelsbanken en 2 banya's.
In 1756 voer het handelsschip Nikolaj over de rivier naar de nederzetting en overwinterde er. Die winter werd een fort gebouwd op de rechteroever van de rivier de Gavanka (zijrivier van de Tigil), waarin barakken en een kapel werden ingericht. In 1772 bevonden zich 53 Kozakken in de ostrog. In de tijd dat majoor Magnus Carl Von Behm het bevel voerde over Kamtsjatka in de jaren 70 van de 18e eeuw, werd het onderwijs aangepakt. Hij zorgde ervoor dat het aantal Russische kinderen op school verdubbelde en liet ook andere volken toe tot de school. Ook vroeg hij permissie om het bestuur over Kamtsjatka te verhuizen naar Tigil. In 1780 kreeg Tigil de status van stad. Tussen 1783 en 1786 bevond het bestuur over het district rond Aklansk zich in de stad.
In 1810 kwam zeevaarder Golovin naar de stad en schreef dat de houten palissade rondom half-verrot was en er zich een oude houten kerk, een bevelhebbershuis, enkele barakken en schuren in de ostrog bevonden en enkele tientallen huizen buiten de ostrog. In 1820 voerde kapitein-luitenant Koezmisjtsjev het bevel over de stad. Hij was geïnteresseerd in de taal van de 'Kamtsjadalen' en schreef een boek over de flora van Kamtsjatka. Ook voerde hij landbouwexperimenten uit bij Tigil en gaf hij les op school. In dat jaar brandde de kerk af, waarop twee jaar later een nieuwe kerk werd ingezegend. Tigil was echter steeds minder van belang als strategisch punt: de Korjaken waren reeds lang niet meer vijandig en in 1827 bevonden zich nog maar 27 Kozakken in het fort. Het fort was reeds ontdaan van haar geschutstellingen en de versterkte wallen waren geslecht.

### Tigil als plaats
Twee jaar later schreef het bestuur van Kamtsjatka dat Tigil voortaan een plaats zou worden genoemd en niet langer een ostrog. Een jaar later werd een telling gehouden onder de bevolking, waarbij 28 huizen en 225 mensen werden geregistreerd; 110 mannen en 115 vrouwen. In 1851 was hun aantal gedaald tot 148 en hield de bevolking zich vooral bezig met de handel in wapens en de jacht op sabelmarters. Ook werden er aardappelen verbouwd. In 1853 kwam Karl von Ditmar door de plaats en schreef dat er "slechts 197 mensen" woonden. In 1865 bezocht de Amerikaanse reiziger George Kennan de plaats en schreef dat Tigil na Petropavlovsk de belangrijkste nederzetting vormde op heel Kamtsjatka en het handelscentrum van de hele westkust.
In 1897 kwam dokter Sljoenin naar de plaats en beschreef zijn verblijf er in het boek Ochotsk-Kamtsjatkagebied, waarbij hij opmerkte dat de huizen in twee rijen stonden en zo een straat vormden door het dorp en dat de huizen allemaal omheind waren en dat Tigil het enige dorp was in het gebied waar de huizen qua uiterlijk op die in de dorpen in Rusland leken. In 1904 brak de Russisch-Japanse Oorlog uit, waarop in Tigil net als in andere plaatsen een verdedigingsgarde werd gevormd bestaande uit 60 man, die de plaats en omringende regio moest beschermen tegen aanvallen. In 1920 kregen de Sovjets de plaats in handen en werd er een basisschool opgezet. De plaats werd sterk ontwikkeld en de bevolking nam ook sterk toe. In 1924 werd een bibliotheek gebouwd in Tigil. Bij de volkstelling van 1926 woonden er 429 mensen in de plaats en behoorde het met Oest-Chajrjoezovo (28 inwoners) tot de enige plaatsen van Korjakië waar Russen woonden. Dat jaar werd de kerk gesloten en werd het kerkgebouw omgevormd tot de bestuursruimte voor het lokale bestuur, dat in dat jaar werd gekozen. Op 21 augustus 1927 werd Tigil aangesteld als het bestuurlijk centrum van het district Tigilski.
In 1930, toen Korjakië werd opgericht, werd een zevenjaarschool (middelbare plattelandsschool in de Sovjet-Unie van de jaren '20 tot '50) gebouwd. In 1935 werd er tevens een pedagogische school opgezet. In die tijd kreeg de plaats ook een eigen landingsbaan, waar in 1938 het eerste vliegtuig landde. Ook werd dat jaar het eerste exemplaar van de plaatselijke krant "Voor het nieuwe Leven" (Za novoejoe zjizn) gedrukt. In 1940 werd een vis en zeedierenverwerkingsfabriek en een elektriciteitscentrale gebouwd in de plaats en in 1942 werd de plaats op het elektriciteitsnet aangesloten. In 1954 kreeg de plaats een vliegverbinding met Petropavlovsk-Kamtsjatski met An-2's. In 1966 kreeg de plaats een muziekschool en in 1968 kreeg de plaats een bouwbedrijf en een rendiersovchoz (Tigilski).
Na de val van de Sovjet-Unie kreeg de regio en de plaats het sociaal-economisch gezien zwaar en vertrok ruim een derde van de bevolking.
| 1830 | 1851 | 1853 | 1876 | 1923 | 1926 | 1989  | 2002  |
| ---- | ---- | ---- | ---- | ---- | ---- | ----- | ----- |
| 225  | 148  | 197  | 155  | 360  | 429  | 3.233 | 2.132 |